# 悪魔のようなあいつ
『悪魔のようなあいつ』（あくまのようなあいつ）は、阿久悠が原作を手掛け、上村一夫が作画を担当し講談社『ヤングレディ』に連載された漫画、およびそれを原作として1975年6月6日から同年9月26日までTBS系列で放送されたテレビドラマ。1968年12月10日に発生し、放送された年の12月10日に未解決のまま時効を迎えた三億円強奪事件をモチーフとした作品である。

## あらすじ
元刑事の野々村修二が横浜・山下町で経営するバー「日蝕」で歌手として働く可門良。その裏で男娼という顔も持つ彼は、あの「三億円事件」の犯人だった。良に惹かれて夜を共にする女たち、良をつけ狙う刑事、良の三億円の金に集まる男。そして、良自身もGLIOBLASTOMA（神経膠芽腫）に冒されており、余命いくばくもない状況となっている。

## 書籍情報
初版（講談社、ヤングレディ）
1. 1975年6月25日発行
2. 1975年9月25日発行

新装版（角川書店、ニュータイプ100％コミックス）
- 上 2004年11月29日発行、ISBN 4048537997
- 下 2004年11月29日発行、ISBN 4048538004

## キャスト
- 可門良：沢田研二
- 可門いづみ：三木聖子（新人）
- 野々村修二：藤竜也
- 八村八郎：荒木一郎
- 八村ふみよ：安田道代
- 八村ハル：浦辺粂子
- 山川静枝：篠ヒロコ
- 白戸五十六警部：若山富三郎（特別出演）
- 富山医師：金田龍之介
- 佐々木医師：三宅康夫
- 看護婦：悠木千帆（現：樹木希林）
- 日夏恵い子：那智わたる
- 矢頭たけし：尾崎紀世彦
- 青柳：ディック・ミネ
- 倉本：伊東四朗
- 婦人：加藤治子
- 右川：高田光泰
- 左川：岸部修三（現：岸部一徳）
- 王礼仁：細川俊之
- マキ：長谷直美
- ノノ：谷口世津 → 関根世津子
- マヤ：立野弓子
- スージー：スーザン
- 香川：デイヴ平尾
- KEN：大口広司
- 灰山：関山耕司
- 夢さん：阿部昇二

## スタッフ
- 原作：阿久悠、上村一夫
- 脚本：長谷川和彦
- 演出：久世光彦、和田旭、前川英雄、浅生憲章、大岡進
- プロデューサー：久世光彦
- 音楽：井上堯之、大野克夫
- 主題歌：沢田研二「時の過ぎゆくままに」（作詞：阿久悠・作曲：大野克夫）
- 挿入歌：デイヴ平尾「ママリンゴの唄」（作詞：市川睦月〔久世光彦〕・作曲：大野克夫）
- 衣装協力：マダム花井
- 技闘：国井正広
- 制作：TBS

## 影響を与えた作品
- 小説『真夜中の天使』（文春文庫 1979年）・『翼あるもの』（文春文庫 1981年）・『真夜中の鎮魂歌』（角川文庫 1986年）（栗本薫著） - 栗本薫の小説。3作に共通して登場する（設定は個々で異なる）青年「今西良（ジョニー）」は『悪魔のようなあいつ』で沢田が演じた「可門良」がモデルになっており（『真夜中の鎮魂歌』後書きより）、『翼あるもの』の背景設定は『悪魔のようなあいつ』撮影前後の沢田の周辺関係が元になっている。

| TBS 金曜ドラマ                 | TBS 金曜ドラマ                         | TBS 金曜ドラマ                       |
| 前番組                         | 番組名                                 | 次番組                               |
| ------------------------------ | -------------------------------------- | ------------------------------------ |
| 許せない愛 （1975.4.4 - 5.30） | 悪魔のようなあいつ （1975.6.6 - 9.26） | ガラスの森 （1975.10.3 - 1976.2.27） |